# 李红军
李红军（1965年9月—），男，汉族，湖北当阳人，中华人民共和国政治人物。1986年10月加入中国共产党，1987年6月参加工作。华中师范大学政治系本科、政治学专业硕士、社会主义与国际共产主义运动专业博士毕业，研究生学历。曾任茂名市委书记，韶关市委书记，广东省人民政府副省长等职务。现任第二十届中央委员会候补委员，江西省委常委、南昌市委书记，南昌警备区党委第一书记。

## 生平
1983年9月，李红军进入华中师范大学政治系学习，毕业后任湖北省当阳市高级中学教师。1990年9月，在华中师范大学政治学专业修读硕士研究生。
1993年6月，任广东省行政管理科学研究所副主任科员、主任科员。1997年12月，任广东省人民政府研究室秘书处主任科员。1998年7月，任广东省政府研究室研究三处主任科员。1999年1月，任广东省政府研究室研究一处副处长。2000年6月，任广东省政府办公厅调研室副主任（其间：1997年9月至2001年1月，在华中师范大学科学社会主义与国际共产主义运动专业博士研究生毕业）。
2003年8月，经广东省公开选拔，升任广东省政府办公厅副主任。2007年8月，任广东省政府副秘书长兼省驻京办主任、党组书记。2011年12月，任广东省政府副秘书长兼省驻京办主任、党组书记，省驻京机构党委书记。2012年8月，任中共茂名市委副书记（正厅级），10月，兼任市社会工作委员会主任。
2013年2月，任中共茂名市委副书记（正厅级）、代理市长、市长，茂名市人民政府党组书记，市社会工作委员会主任。2015年1月13日，广东省第十二届人大常委会第十三次会议补选为第十二届全国人民代表大会代表。
2017年3月，任中共茂名市委书记。2017年4月，当选茂名市人大常委会主任。2018年12月，任中共韶关市委书记。
2020年8月24日，广东省人大常委会任命李红军为广东省人民政府副省长。2020年9月，不再担任中共韶关市委书记。
2021年7月，李红军调任中共江西省委常委、南昌市委书记。2023年10月15日，李红军兼任赣江新区党工委书记。